# 11189 Rabeaton
11189 Rabeaton eller 1998 QQ43 är en asteroid i huvudbältet som upptäcktes den 17 augusti 1998 av LINEAR i Socorro County, New Mexico. Den är uppkallad efter Rachael Lynn Beaton.
Asteroiden har en diameter på ungefär 3 kilometer och den tillhör asteroidgruppen Vesta.